# Swissôtel
Swissôtel Hotels and Resorts est une marque d'hôtels de luxe basée à Zurich en Suisse, et détenue par le groupe français AccorHotels. Créée en 1980 suivant les fondamentaux de l’hospitalité suisse, la marque se développe en Amérique du Nord, puis se tourne à partir des années 2000 vers les marchés d’Asie et du Moyen-Orient. Swissôtel compte 30 hôtels dans 16 pays.

## Historique

### L’hospitalité suisse
Swissôtel est fondée en 1980 à l’issue d’une joint-venture entre Swissair et Nestlé (Swissair Nestle Hotels Ltd), chacune déjà active dans l’hôtellerie : Swissair a des parts dans le groupe Penta Hotel et gère quelques hôtels indépendants, et Nestlé opère Stouffer Hotel, alors une chaîne de 20 hôtels aux États-Unis, ainsi que des hôtels en Égypte et au Mexique. La création de Swissôtel se fait autour d’hôtels d’exception avec la reprise de l’Hôtel le Président à Genève, et la gestion de l’Hotel Drake à New York, du Bellevue Palace à Bern et de l’Hotel International à Zurich,. Le Swissôtel Lafayette ouvre à Boston en 1985. Les travaux du Grand Swiss Hotel, le Swissôtel de Chicago, sont annoncés en 1986, pour une ouverture en 1988.
Pour se distinguer sur le marché américain de l’hôtellerie, Swissôtel joue la carte de l’hospitalité suisse en servant des plats typiquement helvétiques comme le birchermüesli, les rösti, la viande séchée des Grisons, et le chocolat suisse.
En 1989, Nestlé cède ses parts dans Swissôtel à Swissair qui en devient l’unique actionnaire et en délocalise le siège de Zurich à New York en 1996. Le 24 avril 2001, la société Raffles Holdings rachète les hôtels Swissôtel.

### Développement international
Raffles ouvre le Swissôtel Sydney en Australie en 2003, et le Swissôtel Krasny Holmy à Moscou en 2005.
En juillet 2005, le fonds d'investissements privés américain Colony Capital achète Raffles et Swissôtel, puis en mai 2006, Colony Capital s'associe à Kingdom Hotels International pour acheter Fairmont Hotels and Resorts. L'ensemble des marques est regroupé sous une nouvelle entité nommée Fairmont Raffles Hotels International basée à Toronto.
Le Swissôtel Grand Shanghai ouvre en 2008. En 2010, Swissôtel possède 17 hôtels sur les cinq continents. En 2012, l’enseigne ouvre dans le complexe Abraj Al-Bait son premier hôtel en Arabie saoudite, et son premier hôtel en Inde, le Swissôtel Kolkata. En 2015, Swissôtel gère 4 hôtels en Chine et annonce l’ouverture d’un cinquième.
En décembre 2015, AccorHotels annonce son intention d'acquérir le groupe Fairmont Raffles Hotels International, permettant ainsi au groupe français d’accroître sa présence sur le marché de l’hôtellerie de luxe et dans la région nord-Amérique,. Cette mesure est devenue effective à compter de juillet 2016.
En 2017, Swissôtel annonce l’ouverture d’un hôtel à Sarajevo et de son premier hôtel aux Émirats arabes unis, à Dubaï.

## Activités
Swissôtel Hotels and Resorts est composée de plus de 30 hôtels dans 16 pays. L’entreprise est basée à Zurich en Suisse. Swissôtel fait partie du portfolio de marques d’hôtels de luxe du groupe AccorHotels.

## Propriétés
Quelques-unes des propriétés Swissôtel Hotels & Resorts :
| Photo des propriétés | Nom                             | Ville     | Pays      |
| -------------------- | ------------------------------- | --------- | --------- |
|                      | Swissôtel le Bosphorus Istanbul | Istanbul  | Turquie   |
|                      | Swissôtel Merchant Court        | Singapour | Singapour |
|                      | Swissôtel Tallinn               | Tallinn   | Estonie   |
|                      | Swissôtel Krasnye Holmy         | Moscou    | Russie    |